# Gabru
Gabru – wieś w Rumunii, w okręgu Dolj, w gminie Vârvoru de Jos. W 2011 roku liczyła 317 mieszkańców.